# Chiara Mingarelli
Chiara Mingarelli (...) è un'astrofisica canadese di origini italiane, che studia le onde gravitazionali.
È professoressa associata di fisica presso la Yale University dal 2023 e in precedenza professoressa associata presso l'Università del Connecticut (2020-2023). È anche scrittrice e divulgatrice scientifica.

## Formazione scolastica
Cresciuta ad Ottawa, in Canada, si è laureata in matematica e fisica presso l'Università Carleton nel 2006. Si è poi trasferita all'Università di Bologna per proseguire gli studi in astrofisica e cosmologia, ottenendo il master nel 2009. La sua tesi di dottorato, Gravitational Wave Astrophysics with Pulsar Timing Arrays, venne selezionata da Springer Nature come Outstanding PhD thesis nel 2015. Ha poi conseguito un altro dottorato di ricerca (PhD) presso l'Università di Birmingham nel 2014. In seguito Chiara Mingarelli ha ricevuto una borsa di studio internazionale Marie Curie dell'Unione europea, che l'ha portata al California Institute of Technology, dove ha continuato a lavorare sulle onde gravitazionali. Al Caltech, inoltre, ha insegnato agli studenti della scuola di astrofisica delle onde gravitazionali i Pulsar Timing Arrays. Mingarelli ha trascorso la fase di ritorno della Marie Curie Fellowship presso il Max Planck Institute for Radio Astronomy. È regolarmente relatrice invitata a convegni scientifici.

## Ricerca
Chiara Mingarelli è un'astrofisica delle onde gravitazionali, il suo campo di ricerca è la fusione di buchi neri supermassicci dei quali tenta di comprenderne il meccanismo attraverso i segnali di perturbazioni gravitazioni nel campo dei nanoHertz. La misura di tali perturbazioni si effettua utilizzando i pulsar timing arrays. I sistemi emettono onde gravitazionali nel campo dei nanohertz. Dopo aver completato il suo dottorato di ricerca, Mingarelli ha ricevuto una Borsa di Studio Internazionale del Programma Marie Curie dell'Unione europea, che l'ha portata al California Institute of Technology. Lì ha continuato a lavorare sulle onde gravitazionali. Al Caltech ha insegnato agli studenti della "Scuola di astrofisica delle onde gravitazionali" i Pulsar Timing Arrays (PTA). La professoressa Mingarelli ha trascorso il resto della Marie Curie Fellowship presso il Max Planck Institute for Radio Astronomy. È regolarmente invitata quale relatrice a convegni scientifici.

## Impegni pubblici
Chiara Mingarelli è apparsa su Stargazing Live nel 2012. È stata protagonista di una puntata di The Naked Scientists, un programma della BBC Radio Cambridgeshire. Nel 2013 la Royal Astronomical Society l'ha selezionata come Voce del Futuro, ed ha partecipato a una sessione di audizioni alla Camera dei Comuni di Londra. Appare regolarmente in podcast e serie televisive a tema scientifico. Ha partecipato a Smart Girls, un programma di Amy Poehler, sia come blogger che come esperta. Dopo il primo rilevamento di onde gravitazionali, Chiara Mingarelli è stata oggetto di un articolo del New York Times. Negli anni ha contribuito a riviste scientifiche popolari, tra cui Scientific American, Nautilus,  Gizmodo, Wired e New Scientist. Ha un account Twitter dove è sostenitrice di "scienza, caffè e potere alle donne".

## Premi
- Premio Early Career, High Energy Astrophysics Division dell'American Astronomical Society, 2023
- Premio SpringerNature per "Risultati scientifici", secondo classificato nel 2022
- Premio Amazon Web Services ML — ottobre 2018
- Marie Curie International Outgoing Fellowship — 2014 - 2017
- Premio "Comunicare la scienza" del "Programma Marie Curie Actions" dell'EU— 2017
- Donna fisico del mese, novembre 2016
- Premio Springer per la tesi di Dottorato — 2015